# ترياش (الطيال)

تعديل مصدري - تعديل

ترياش هي إحدى قرى عزلة بني سحام بمديرية الطيال التابعة لمحافظة صنعاء، بلغ تعداد سكانها 310 نسمة حسب تعداد اليمن لعام 2004.